# Senza una donna (Zucchero Fornaciari)
Senza una donna è un singolo del cantante italiano Zucchero Fornaciari, estratto dall'album Blue's del 1987.
È stato ripubblicato nel 1991 con il titolo Senza una donna (Without a Woman) in duetto con Paul Young nella raccolta Zucchero. Questa versione è una delle due sole canzoni di un artista o gruppo italiano ad aver raggiunto la vetta della prestigiosa Eurochart Hot 100 Singles dal 1965 ad oggi. L'altra canzone è Blue (Da Ba Dee) degli Eiffel 65.

## Descrizione

### Edizione italiana
Come raccontato nell'autobiografia Il suono della domenica - Il romanzo della mia vita, il brano, inizialmente non previsto in Blue's, è riferito alla ex-moglie di Zucchero, Angela Figliè. Zucchero si immagina una vita senza la compagna, nonostante all'epoca fosse ancora sposato con la consorte. La canzone, la cui musica è stata composta di getto, presenta un testo tormentato, scritto nella vecchia casa di Avenza, dove il bluesman era solito ritirarsi per la creazione degli album di quel periodo.

### Edizioni inglesi
Senza una donna (Without a Woman)
Nel 1987, durante il mixaggio dell'album Blue's, Zucchero conobbe Paul Young agli Olympic Studios di Londra. Ne scaturì la collaborazione per l'incisione della versione di Senza una donna (Without a Woman), con testo parzialmente tradotto in inglese: solo il ritornello, per volontà di Fornaciari, rimase in italiano. Il singolo, pubblicato poi nel 1991, raggiunse la prima posizione nelle classifiche in Svezia per sei settimane, in Belgio per due settimane, in Islanda per due settimane ed in Norvegia per quattro settimane, la seconda in Francia, Svizzera, Polonia, Germania, Irlanda, Brasile, Corea del Sud, Sudafrica e Paesi Bassi, la terza in Danimarca e l'ottava in Austria. Il brano venne poi inserito nella colonna sonora del film French Kiss. Nel 1993, il brano diviene colonna sonora di uno degli episodi della serie statunitense Baywatch, precisamente nell'episodio Ricordi (Fatal Exchange; stagione 3 episodio 22). Il singolo è stato il trentaquattresimo più venduto in Brasile nel 1992. Ha raggiunto la prima posizione della classifica del Quebec (provincia francese del Canada) per sei settimane consecutive dal 2 novembre al 7 dicembre 1991, restando in classifica per 20 settimane.
Nel 2004 il brano è stato ripubblicato nella raccolta Zu & Co. sempre in duetto con Paul Young in versione riarrangiata. Nel 2008 Paul Young, l'ha cantata da solista nel programma televisivo I migliori anni di Carlo Conti. Nel 2020 partecipa al concorso radiofonico I Love My Radio, a cui hanno preso parte in totale 45 canzoni. Nel 2024 ne sono state incise e pubblicate nuove versioni in duetto con Jack Savoretti: la prima, inclusa nell'album Miss Italia di quest'ultimo, e pubblicata come singolo, la seconda in versione acustica, e, infine, la terza con differente arrangiamento e inclusa in Discover II.

## Il video
- Senza una donna (Without a Woman) (ft. Paul Young), su YouTube.

## Tracce
Testi e musiche di Zucchero, eccetto dove diversamente indicato.

### CD singolo
Senza una donna (Without a Woman) (ft. Paul Young)
- COD: Polydor PODP 1034

1. Senza una donna (Without a Woman) (feat. Paul Young) – 4:27 (testo: Zucchero, F. Musker)
2. Senza una donna – 4:26

- COD: London Records 867 020-2

1. Senza una donna (Without a Woman) (feat. Paul Young) – 4:26 (testo: Zucchero, F. Musker)
2. Dunes of Mercy – 5:38 (testo: M. Figliè, F. Musker)

- COD: London Records CDP 527

1. Senza una donna (Without a Woman) (feat. Paul Young) (Edit Version) – 3:45 (testo: Zucchero, F. Musker)
2. Senza una donna (Without a Woman) (feat. Paul Young) – 4:29 (testo: Zucchero, F. Musker)

- COD: Polydor

1. Senza una donna (Without a Woman) (feat. Paul Young) (Radio Edit) – 3:58 (testo: Zucchero, F. Musker)
2. Senza una donna (Without a Woman) (feat. Paul Young) (Remix) – 3:58 (testo: Zucchero, F. Musker)

### CD Maxi
Senza una donna (Without a Woman) (ft. Paul Young)
- COD: London Records LONCD 294

- COD: London Records 879 669-2

1. Senza una donna (Without a Woman) (feat. Paul Young) – 4:27 (testo: Zucchero, F. Musker)
2. Mama – 7:15 (testo: Zucchero, F. Musker)
3. Dunes of Mercy – 5:39 (testo: M. Figliè, F. Musker)

- COD: Columbia 658003 2

1. Senza una donna (Without a Woman) (feat. Paul Young) (testo: Zucchero, F. Musker)
2. Paul Young – Everything Must Change (I. Kewley, P. Young)
3. Paul Young – Wherever I Lay My Heart (That's My Home) (M. Gaye, B. Strong, N. Whtfield)

### Audiocassetta
Senza una donna (Without a Woman) (ft. Paul Young)
- COD: London Records LONCD 294

- COD: London Records 879 668-4

Lato A e B
1. Senza una donna (Without a Woman) (feat. Paul Young) – 4:27 (testo: Zucchero, F. Musker)
2. Mama – 7:15 (testo: Zucchero, F. Musker)

- COD: London Records 300120-4

Lato A e B
1. Senza una donna (Without a Woman) (feat. Paul Young) – 4:27 (testo: Zucchero, F. Musker)
2. Dunes of Mercy – 5:39 (testo: M. Figliè, F. Musker)

### Vinile
Senza una donna
- COD: Polydor 887 026-7

Lato A
1. Senza una donna – 4:26

Lato B
1. Non ti sopporto più – 4:38

- COD: Polydor 887 125-1

Lato A
1. Senza una donna – 4:26

Lato B
1. Into the Groove – 0:23
2. Con le mani – 7:17 (testo: Gino Paoli)

- COD: Polydor 887 025-7

- COD: Polydor 887 125-7

Lato A
1. Senza una donna – 4:26

Lato B
1. Con le mani – 4:42 (testo: Gino Paoli)

Senza una donna (Without a Woman) (ft. Paul Young)
- COD: London Records 879 668-7

- COD: London Records 879 890-7

Lato A
1. Senza una donna (Without a Woman) (feat. Paul Young) – 4:27 (testo: Zucchero, F. Musker)

Lato B
1. Mama – 7:16 (testo: Zucchero, F. Musker)

- COD: London Records 867 020-7

Lato A
1. Senza una donna (Without a Woman) (feat. Paul Young) – 4:26 (testo: Zucchero, F. Musker)

Lato B
1. Dunes of Mercy – 5:39 (testo: M. Figliè, F. Musker)

- COD: London Records LONX 294

- COD: London Records 879 669-1

Lato A
1. Senza una donna (Without a Woman) (feat. Paul Young) – 4:27 (testo: Zucchero, F. Musker)

Lato B
1. Mama – 7:16 (testo: Zucchero, F. Musker)
2. Dunes of Mercy – 5:39 (testo: M. Figliè, F. Musker)

### Download digitale e streaming
1. Senza una donna – 4:27

1. Senza una donna (Without a Woman) (feat. Paul Young) – 4:30

1. Senza una donna (Remastered 2017) – 4:26

1. Senza una donna (Without a Woman) (feat. Jack Savoretti) – 4:03
2. Senza una donna (Without a Woman) (feat. Jack Savoretti) (Acoustic Version) – 4:20

## Successo commerciale
In tutto il mondo ha venduto oltre 5 000 000 di copie, risultando l'unico singolo di un cantante italiano a raggiungere la vetta della prestigiosa Eurochart Hot 100 Singles, oltre a Blue (Da Ba Dee) degli Eiffel 65, dal 1984 ad oggi. Grazie a questo, è probabilmente la canzone di Zucchero di maggior successo in ambito internazionale. Nel 1991 è stata una delle cento canzoni più trasmesse nelle radio del Venezuela. Il singolo ha venduto 150 000 copie nel Regno Unito,
e inoltre è entrato in classifica anche in Portogallo.

## Classifiche

### Classifiche settimanali
| Classifica (1987-1988) | Posizione massima |
| ---------------------- | ----------------- |
| Italia                 | 14                |
| Paesi Bassi            | 28                |
| Spagna                 | 42                |

| Classifica (1991-1992) | Posizione massima |
| ---------------------- | ----------------- |
| Australia              | 42                |
| Austria                | 8                 |
| Belgio                 | 1                 |
| Brasile                | 2                 |
| Canada                 | 14                |
| Corea del Sud          | 2                 |
| Danimarca              | 3                 |
| Europa                 | 1                 |
| Francia                | 2                 |
| Germania               | 2                 |
| Irlanda                | 2                 |
| Islanda                | 1                 |
| Israele                | 2                 |
| Italia                 | 22                |
| Norvegia               | 1                 |
| Paesi Bassi            | 2                 |
| Polonia                | 2                 |
| Québec                 | 1                 |
| Regno Unito            | 4                 |
| Stati Uniti            | 5                 |
| Sudafrica              | 2                 |
| Svezia                 | 1                 |
| Svizzera               | 2                 |

| Classifica airplay (1991) | Posizione massima |
| ------------------------- | ----------------- |
| Francia                   | 1                 |
| Germania                  | 1                 |
| Regno Unito               | 4                 |
| Paesi Bassi               | 7                 |
| Svizzera                  | 1                 |
| Europa                    | 2                 |

### Classifiche di fine anno
| Classifica (1991)  | Posizione |
| ------------------ | --------- |
| Belgio             | 5         |
| Europa             | 6         |
| Europa (Airplay)   | 5         |
| Francia            | 9         |
| Germania           | 9         |
| Germania (Airplay) | 7         |
| Israele            | 11        |
| Italia             | 99        |
| Norvegia           | 10        |
| Paesi Bassi        | 21        |
| Regno Unito        | 48        |
| Svezia             | 5         |
| Svizzera           | 4         |

| Classifica (1992) | Posizione |
| ----------------- | --------- |
| Brasile           | 34        |

### Classifiche di fine decennio
| Classifica (1990-1999) | Posizione |
| ---------------------- | --------- |
| Belgio                 | 105       |
| Germania               | 122       |

## Le cover
Sono state fatte numerose versioni di questa canzone da altri artisti:
- 1991: Bastos & Richie, in una versione tedesca
- 1991: Richard Clayderman, in versione strumentale
- 1992: Max Greger und sein Orchester, in versione strumentale nell'album "Sax in love"
- 1992: Eva Santamaria, nell'album "Senorita"
- 1992: Ricchi e Poveri, nell'album "Allegro Italiano"
- 2000: Vilperin Perikunta, intitolata "Seitsemän donaa" nell'album "Huone täynnä kamaa"
- 2004: Al Bano, nell'album La mia Italia
- 2012: Sergio Dalma, nell'album "Via Dalma II"